# 周防大島町立大島看護専門学校
周防大島町立大島看護専門学校(すおうおおしまちょうりつおおしまかんごせんもんがっこう)は、山口県周防大島町立の看護専門学校。「学則」で定められた名称は「大島看護専門学校」（「#名称」の項を参照）。

## 概要
周防大島町立大島看護専門学校（以下、「大島看護専門学校」）は昼間の3年課程、全日制の看護師養成所。平成8年(1996年)廃校になった旧周防大島町立沖浦東小学校の校舎を再利用して、平成10年(1998年)に開校した。文部科学省の廃校リニューアル50選 に選ばれている。元々、学校であった建物の再利用なので、教室の空間はそのまま教室、実習室として活用されている。1学年の定員は、35名、総定員は105名。男子も入寮できる学生寮が、第1なぎさ寮、第2なぎさ寮と2棟あり、総定員数をカバーしている。寮と学校は至近距離になっている。

### 名称
「周防大島町立大島看護専門学校学則」（以下「学則」、周防大島町 規則第168号）において規定されており、対外的には「学則」第2条で定められる「大島看護専門学校」の名称が用いられる。

## 所在地
山口県大島郡周防大島町大字家房1595番地1

## アクセス
- JR西日本山陽本線「大畠駅」（おおばたけえき）下車
- 防長バス2番乗り場から〔大島安下庄線〕「大島庁舎前・沖浦経由町立橘病院」行きに乗車(約35分)
「東家房(ひがしかぼう)バス停」下車、徒歩1分（屋代島（周防大島）は、大島大橋で本土と繋がっている）。

## 特徴
駅伝大会、ミカン収穫体験、そしてハワイ研修など。ミカン栽培は、周防大島の基幹産業になっている。
学校の所在地は、全くの田舎なのでリクレーションも兼ねて、実習先への送迎に使用しているバスで、柳井市まで２週間に一度週末にお買い物バスを出している。
開校後、数年は広島県、九州各県からの入学生もあったが、近年は山口県内の学生がほとんどである。
実習先は、屋代島（周防大島）内の病院だけでなく、国立病院機構柳井医療センターや徳山中央病院、光市立光総合病院など山口県東部の公立病院も含まれる。